# Chiloglanis reticulatus
Chiloglanis reticulatus és una espècie de peix de la família dels mochòkids i de l'ordre dels siluriformes.

## Morfologia
Els mascles poden assolir els 4,2 cm de llargària total.

## Distribució geogràfica
Es troba a Àfrica: nord-oest de la conca del riu Congo al Camerun i la República Democràtica del Congo.